# Martus Tavares
Martus Antônio Rodrigues Tavares ComMM (Maranguape, 7 de junho de 1955) é um economista brasileiro. Foi ministro do Planejamento, Orçamento e Gestão durante o governo Fernando Henrique Cardoso.

## Biografia
Em março de 1999, Martus foi admitido pelo presidente Fernando Henrique Cardoso à Ordem do Mérito Militar no grau de Comendador especial. Em 19 de julho do mesmo ano, foi nomeado ministro do Planejamento, Orçamento e Gestão, exercendo o cargo até 3 de abril de 2002.